# Angsjön, Värmland
Angsjön är en sjö i Karlskoga kommun i Värmland och ingår i Göta älvs huvudavrinningsområde. Sjön har en area på 0,514 kvadratkilometer och ligger 124,2 meter över havet. Sjön avvattnas av vattendraget Valån (Kärmälven). Vid provfiske har abborre, gers, löja och mört fångats i sjön.
Sjön ingår i naturreservatet Angsjön.

## Delavrinningsområde
Angsjön ingår i det delavrinningsområde (657666-143080) som SMHI kallar för Mynnar i Möckeln. Medelhöjden är 146 meter över havet och ytan är 40,91 kvadratkilometer. Räknas de 7 avrinningsområdena uppströms in blir den ackumulerade arean 126,51 kvadratkilometer. Valån (Kärmälven) som avvattnar avrinningsområdet har biflödesordning 3, vilket innebär att vattnet flödar genom totalt 3 vattendrag innan det når havet efter 286 kilometer. Avrinningsområdet består mestadels av skog (76 procent) och sankmarker (10 procent). Avrinningsområdet har 3,02 kvadratkilometer vattenytor vilket ger det en sjöprocent på 7,4 procent.